# Георги Костов (лесовъд)
Вижте пояснителната страница за други личности с името Георги Костов.
Георги Костов е български лесовъд, заместник-министър на земеделието и храните в първото и второто правителство на Бойко Борисов. 

## Биография
През 1984 година завършва специалност „Инженер по горско стопанство“ в Лесотехническия университет - София, специализация „Екология и опазване на околната среда“. Постъпва на работа като асистент в университета през 1988 година.
От 1998 година Костов е доцент — преподава дисциплините „Основи на лесовъдството“, „Общо лесовъдство“, „Многофункционално стопанисване на горите“. Правил е специализации в Австрия, Холандия, Швейцария, Швеция. В периода 1999-2003 г. работи като заместник-декан на Факултета по горско стопанство в Лесотехнически университет.
Ръководител на катедра „Лесовъдство“ в Лесотехническия университет (от 2003 г.). Участник в осъществяването на международни проекти, свързани с развитието на горите и националните паркове в България.
На 29 юли 2009 година е назначен за председател на Държавната агенция по горите и заместник-министър на земеделието и храните в първото правителство на Бойко Борисов. През юни 2011 година е назначен и за временен председател на Селскостопанската академия. Заместник-министър е и във второто правителство на Борисов. По времето, когато е заместник-министър, се приема нов Закон за горите (8 март 2011).